# Franco Silva
Franco Silva, nome d'arte di Francesco Vistarini (Genova, 18 febbraio 1920 – Livorno, 10 novembre 1995), è stato un attore italiano.

## Biografia
Di famiglia romana, nasce a Genova perché suo padre Francesco Vistarini, ufficiale di cavalleria, è di stanza in quel periodo nella città ligure. Presto la famiglia torna nella Capitale e qui Franco Silva si iscrive al corso di recitazione del Centro Sperimentale di Cinematografia, diplomandosi nel 1938. Di seguito debutta nel cinema, diretto nella sua prima pellicola Ho visto brillare le stelle da Enrico Guazzoni, nel 1939. Lo scoppio della guerra causerà un rallentamento dell'attività artistica che potrà riprendere regolarmente solo dopo la fine del conflitto.

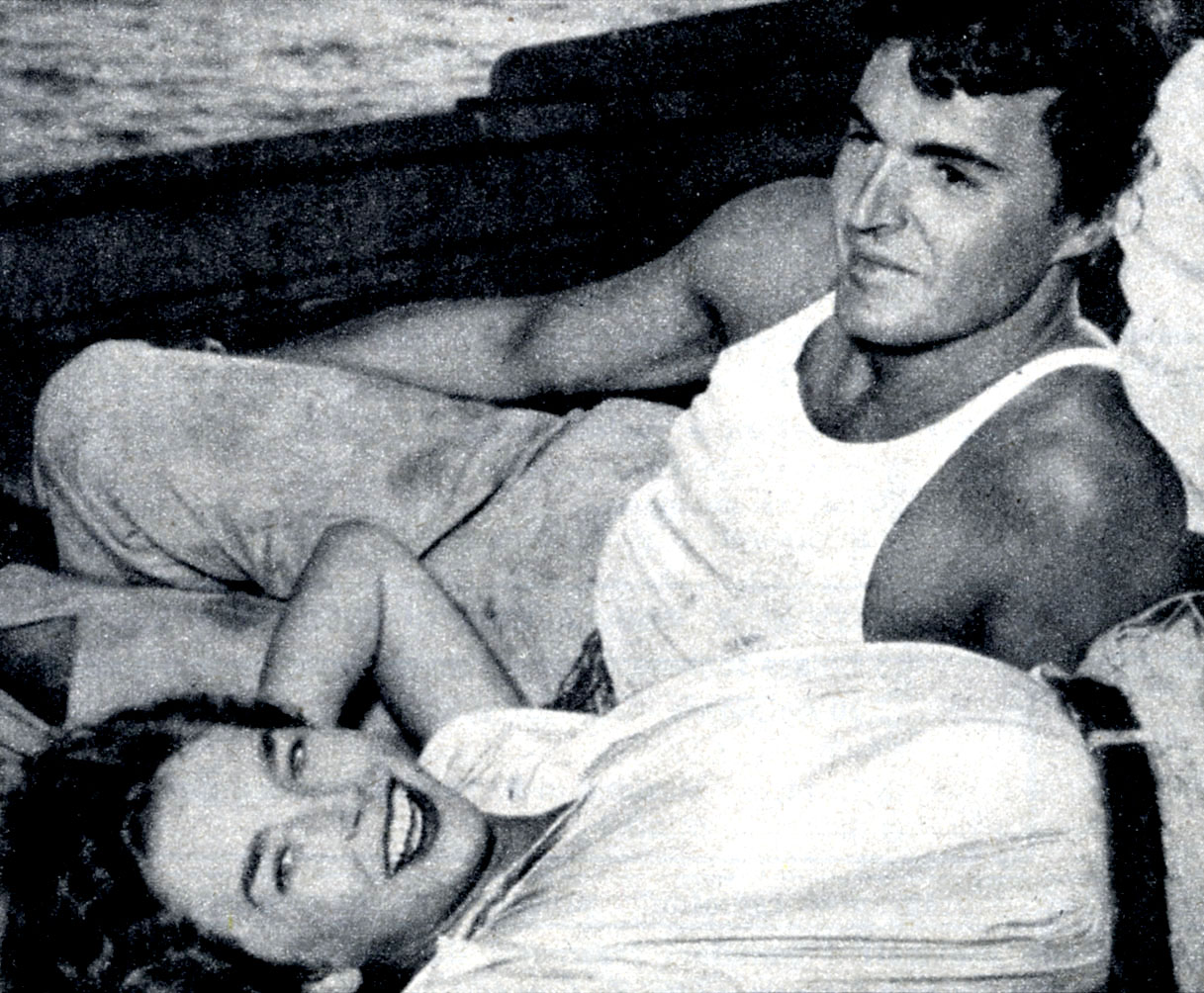
Dawn Addams e Franco Silva in Mizar (Sabotaggio in mare) (1954)

Per il suo fisico atletico viene spesso scelto per ruoli in film d'azione e di avventura, sino a quando il regista Francesco De Robertis gli affiderà la parte di uno dei protagonisti nel film Mizar (Sabotaggio in mare) nel 1954.
Frequenti anche i suoi lavori televisivi sin dall'inizio delle trasmissioni della Rai nel 1954, in sceneggiati e teleromanzi.
Nel 1949 sposa Anna Maria Perini, già Miss Roma 1948; dalla loro unione nascono l'attrice Mita Medici e la sceneggiatrice, scrittrice e autrice di testi di canzoni Carla Vistarini.
In televisione è comparso, tra l'altro, nel 1959 nello sceneggiato Il romanzo di un maestro, diretto da Mario Landi, oltre che in due episodi de Le inchieste del commissario Maigret (La vecchia signora di Bayeux e Il ladro solitario), sempre con la regia di Mario Landi.

## Filmografia

### Cinema
- Ho visto brillare le stelle, regia di Enrico Guazzoni (1939)
- Vietato ai minorenni, regia di Mario Massa (1944)
- Vogliamoci bene!, regia di Paolo William Tamburella (1950)
- Il leone di Amalfi, regia di Pietro Francisci (1950)
- Malavita, regia di Rate Furlan (1951)
- Le meravigliose avventure di Guerrin Meschino, regia di Pietro Francisci (1952)
- Femmina senza cuore, regia di Renato Borraccetti (1952)
- La regina di Saba, regia di Pietro Francisci (1952)
- Dramma nella Kasbah, regia di Edoardo Anton e Ray Enright (1953)
- Frine, cortigiana d'Oriente, regia di Mario Bonnard (1953)
- Mizar, regia di Francesco De Robertis (1954)
- L'ultima gara, regia di Piero Costa (1954)
- Il visconte di Bragelonne, regia di Fernando Cerchio (1954)
- Processo all'amore, regia di Enzo Liberti (1955)
- Il canto dell'emigrante, regia di Andrea Forzano (1955)
- Canzone proibita, regia di Flavio Calzavara (1956)
- Donne, amore e matrimoni, regia di Roberto Bianchi Montero (1956)
- Mi permette babbo!, regia di Mario Bonnard (1956)
- Occhi senza luce, regia di Flavio Calzavara (1956)
- Il ricatto di un padre, regia di Giuseppe Vari (1957)
- Ascoltami, regia di Carlo Campogalliani (1957)
- Adorabili e bugiarde, regia di Nunzio Malasomma (1958)
- Guardatele ma non toccatele, regia di Mario Mattoli (1959)
- Annibale, regia di Carlo Ludovico Bragaglia (1959)
- L'urlo dei bolidi, regia di Leo Guerrasi (1961)
- I mongoli, regia di Leopoldo Savona (1961)
- I lancieri neri, regia di Giacomo Gentilomo (1962)
- Il conte di Montecristo, regia di Claude Autant-Lara (1962)
- Barbagia, regia di Carlo Lizzani (1969)
- Questa libertà di avere le ali bagnate, regia di Alessandro Santini (1971)
- Il delitto Matteotti, regia di Florestano Vancini (1973)
- Spasmo, regia di Umberto Lenzi (1974)
- Patrick vive ancora, regia di Mario Landi (1980)
- Juke box, registi vari (1985)

### Televisione
- Il romanzo di un maestro, di Edmondo De Amicis, regia di Mario Landi (1960)
- Le inchieste del commissario Maigret – serie TV (1966)
- Il signore di Ballantrae, regia di Anton Giulio Majano (1979)

## Doppiatori italiani
- Pino Locchi in Frine, cortigiana d'Oriente, Mi permette, babbo!
- Giuseppe Rinaldi in Annibale, I barbari
- Gualtiero De Angelis in Malavita
- Mario Pisu in Le meravigliose avventure di Guerrin Meschino
- Emilio Cigoli in La regina di Saba
- Adolfo Geri in Ascoltami
- Gianni Marzocchi in Il delitto Matteotti
- Michele Gammino in Spasmo